# Carpesium
Carpesium là một chi thực vật có hoa trong họ Cúc (Asteraceae).

## Loài
Chi Carpesium gồm các loài:
- Carpesium abrotanoides
- Carpesium cernuum
- Carpesium cordatum
- Carpesium divaricatum
- Carpesium faberi
- Carpesium gigas
- Carpesium glossophyllum
- Carpesium humile
- Carpesium kweichowense
- Carpesium leptophyllum
- Carpesium lipskyi
- Carpesium longifolium
- Carpesium macrocephalum
- Carpesium minus
- Carpesium nepalense
- Carpesium rosulatum
- Carpesium scapiforme
- Carpesium spathiforme
- Carpesium szechuanense
- Carpesium trachelifolium
- Carpesium triste
- Carpesium velutinum
- Carpesium verbascifolium
- Carpesium zhouquensis